# Uniwersytet Przyrodniczy we Wrocławiu
Uniwersytet Przyrodniczy we Wrocławiu (daw. Wyższa Szkoła Rolnicza i Akademia Rolnicza we Wrocławiu) – państwowa szkoła wyższa we Wrocławiu, która powstała jako samodzielna uczelnia w 1951 roku. Jedna z najlepszych specjalistycznych uczelni w Polsce. W rankingu polskich uczelni państwowych, przeprowadzanym co roku przez „Rzeczpospolitą” i „Perspektywy”, w roku 2022 znalazła się na pierwszym miejscu w grupie uczelni rolniczych. W tym samym rankingu zajmuje 25. miejsce wśród stu najlepszych uczelni w kraju oraz 3. miejsce pod względem uzyskanych patentów. W 2022 roku UPWr dołączył do prestiżowego grona konsorcjów Uniwersytetów Europejskich z sojuszem EU GREEN składającym się z 9 europejskich uczelni.

## Historia
Lwów
Lata 1856–1945: w 1881 roku powstała trzecia po Wilnie i Warszawie uczelnia weterynaryjna – Akademia Medycyny Weterynaryjnej we Lwowie. Początki Wydziału Rolniczego sięgają Galicji z czasów panowania Habsburgów – w 1856 roku w Dublanach koło Lwowa, powstała Szkoła Gospodarstwa Wiejskiego, przekształcona w 1858 roku w Wyższą Szkołę Rolniczą, a w 1901 roku – z inicjatywy Sejmu Galicyjskiego, decyzją ministra rolnictwa – w Akademię Rolniczą, która w 1919 roku została – decyzją Rady Ministrów wraz z Wyższą Szkołą Lasową włączona do Politechniki Lwowskiej jako Wydział Rolniczo-Lasowy.
Wrocław
Do roku 1945: w 1881 roku w Królewskim Uniwersytecie Wrocławskim utworzono Instytut Rolniczy, który początkowo mieścił się przy Mattiaplatz 5, a następnie w latach 1923–1945, w nowym gmachu przy ul. Hansastrasse, obecnej C.K. Norwida. Tam przeniosła się cała rolnicza baza naukowo-badawcza, stanowiąca późniejszą bazę materialną uczelni.
Lata 1945–1951: po znalezieniu się miasta w granicach Polski Krajowa Rada Narodowa dekretem z 24 sierpnia 1945 roku powołała jedną uczelnię – Uniwersytet i Politechnikę we Wrocławiu z 10 wydziałami, w tym Wydziałem Medycyny Weterynaryjnej oraz Wydziałem Rolnictwa z Oddziałem Ogrodniczym. Bazę materialną uczelni stanowił gmach Instytutu Rolniczego wraz z wyposażeniem, a kadrę naukowo-dydaktyczną – przyjeżdżający głównie ze Lwowa profesorowie Wydziału Rolniczo-Lasowego Politechniki Lwowskiej i Akademii Medycyny Weterynaryjnej we Lwowie. W 1945 studia na obu wydziałach rozpoczęły 302 osoby.
Po roku 1951: w 1951 z Uniwersytetu i Politechniki wyodrębniła się, na mocy rozporządzenia Rady Ministrów z 17 listopada 1951 (Dz.U. z 1951 r. nr 60, poz. 411) samodzielna uczelnia – Wyższa Szkoła Rolnicza z 4 wydziałami: Rolniczym, Weterynaryjnym, Melioracji Wodnych i Zootechnicznym, która od 1972 funkcjonowała jako Akademia Rolnicza na podstawie Rozporządzenia Rady Ministrów z 28 września 1972 (Dz.U. z 1972 r. nr 41, poz. 267), a od 2006, na mocy Ustawy z 23 listopada 2006 (Dz.U. z 2006 r. nr 202, poz. 1483) jako Uniwersytet Przyrodniczy we Wrocławiu. Jest uczelnią interdyscyplinarną z przewagą kierunków przyrodniczych. Obecnie w jej strukturze jest 6 wydziałów oraz jednostki międzywydziałowe, ogólnouczelniane i wspólne.

## Władze uczelni
W kadencji 2024–2028:
| Stanowisko                                    | Imię i nazwisko                         |
| --------------------------------------------- | --------------------------------------- |
| Rektor                                        | prof. dr hab. Krzysztof Kubiak          |
| Prorektor ds. nauki                           | prof. dr hab. inż. Andrzej Zachwieja    |
| Prorektor ds. studenckich i edukacji          | dr hab. inż. Anna Czubaszek             |
| Prorektor ds. relacji społeczno-gospodarczych | prof. dr hab. inż. Szymon Szewrański    |
| Prorektor ds. kadr i rozwoju uczelni          | prof. dr hab. inż. Krzysztof Pulikowski |

### Poczet rektorów
Lista:
1. prof. dr hab. Stanisław Tołpa (1951–1954)
2. prof. dr hab. Alfred Senze (1954–1955)
3. prof. dr hab. Aleksander Tychowski (1955–1959)
4. prof. dr hab. Alfred Senze (1959–1965)
5. prof. dr hab. Tadeusz Garbuliński (1965–1969)
6. prof. dr hab. Ryszard Badura (1969–1981)
7. prof. dr hab. Józef Dzieżyc (1981–1981)
8. prof. dr hab. Henryk Balbierz (1982–1984)
9. prof. dr hab. Bronisław Jabłoński (1984–1986)
10. prof. dr hab. Jerzy Juszczak (1986–1990)
11. prof. dr hab. Jerzy Kowalski (1990–1996)
12. prof. dr hab. Tadeusz Szulc (1996–2002)
13. prof. dr hab. Michał Mazurkiewicz (2002–2008)
14. prof. dr hab. Roman Kołacz (2008–2016)
15. prof. dr hab. inż. Tadeusz Trziszka (2016–2020)
16. prof. dr hab. inż. Jarosław Bosy (2020–2024)
17. prof. dr hab. Krzysztof Kubiak (od 2024)

## Kierunki studiów
Obecnie uczelnia daje możliwość podjęcia studiów na dwudziestu siedmiu kierunkach pierwszego (licencjackie lub inżynierskie) i drugiego stopnia (magisterskie uzupełniające) oraz jednolitych magisterskich prowadzonych w ramach sześciu wydziałów.
- Wydział Biologii i Hodowli Zwierząt
  - bioinformatyka
  - biologia
  - biologia człowieka
  - zootechnika

- Wydział Biotechnologii i Nauk o Żywności
  - biotechnologia
  - technologia żywności i żywienie człowieka (również w j. ang.)
  - zarządzanie jakością i analiza żywności
  - żywienie człowieka i dietetyka
  - technologia i organizacja gastronomii

- Wydział Gospodarki Przestrzennej i Architektury Krajobrazu
  - architektura krajobrazu
  - gospodarka przestrzenna

- Wydział Inżynierii Kształtowania Środowiska i Geodezji
  - adaptacje do zmian klimatu
  - bioeconomy (tylko w j. ang.)
  - budownictwo
  - geodezja i kartografia
  - inżynieria bezpieczeństwa
  - inżynieria i gospodarka wodna
  - inżynieria środowiska

- Wydział Medycyny Weterynaryjnej
  - weterynaria (również w j. ang.)

- Wydział Przyrodniczo-Technologiczny
  - agrobiznes
  - agroinżynieria
  - ekonomia
  - ochrona środowiska
  - odnawialne źródła energii i gospodarka odpadami
  - ogrodnictwo
  - rolnictwo
  - zarządzanie i inżynieria produkcji

## Posiadane uprawnienia i dyscypliny wiodące
Uniwersytet Przyrodniczy we Wrocławiu ma uprawnienia do prowadzenia studiów pierwszego i drugiego stopnia na 28 kierunkach kształcenia, prowadzenia studiów trzeciego stopnia (Szkoła Doktorska UPWr), a także prowadzenia studiów podyplomowych. Uprawnienia te zawierają się w dziewięciu dyscyplinach z pięciu dziedzin:
- Dziedzina nauk weterynaryjnych:
  - medycyna weterynaryjna (weterynaria)

- Dziedzina nauk rolniczych:
  - rolnictwo i ogrodnictwo
  - technologia żywności i żywienia
  - zootechnika i rybactwo
- Dziedzina nauk ścisłych i przyrodniczych:
  - nauki biologiczne
  - biotechnologia
- Dziedzina nauk inżynieryjno-technicznych:
  - inżynieria lądowa, geodezja i transport
  - inżynieria środowiska, górnictwo i energetyka

- Dziedzina nauk społecznych:
  - geografia społeczno-ekonomiczna i gospodarka przestrzenna

## Domy studenckie
| Lp. | Dom Studencki           | Adres                                 | Rok powstania                                                                  | Liczba miejsc | Zdjęcie |
| --- | ----------------------- | ------------------------------------- | ------------------------------------------------------------------------------ | ------------- | ------- |
| 1.  | ARKA                    | ul. K. Olszewskiego 25 51-642 Wrocław | Przed 1978                                                                     | 536           |         |
| 2.  | CENTAUR                 | pl. Grunwaldzki 65 50-366 Wrocław     | 1952                                                                           | 238           |         |
| 3.  | LABIRYNT                | ul. Sopocka 23 50-344 Wrocław         | 1947 sam budynek: 1929, jako dom spokojnej starości                            | 385           |         |
| 4.  | TALIZMAN                | ul. Grunwaldzka 63 50-366 Wrocław     | 1952                                                                           | 201           |         |
| 5.  | ZODIAK                  | ul. Grunwaldzka 106a 50-357 Wrocław   | przed 1972                                                                     | 252           |         |
| 6.  | RAJ (do 2011 „Połówka”) | ul. Pautscha 5/7 51-642 Wrocław       | 1984: oddanie do użytku hotelu asystenta 2010: zmiana funkcji na dom studencki | 245           |         |